# Skogsgrimmia
Skogsgrimmia (Grimmia hartmanii) är en bladmossart som beskrevs av W. P. Schimper 1860. Skogsgrimmia ingår i släktet grimmior, och familjen Grimmiaceae. Arten är reproducerande i Sverige. Inga underarter finns listade i Catalogue of Life.

## Bildgalleri

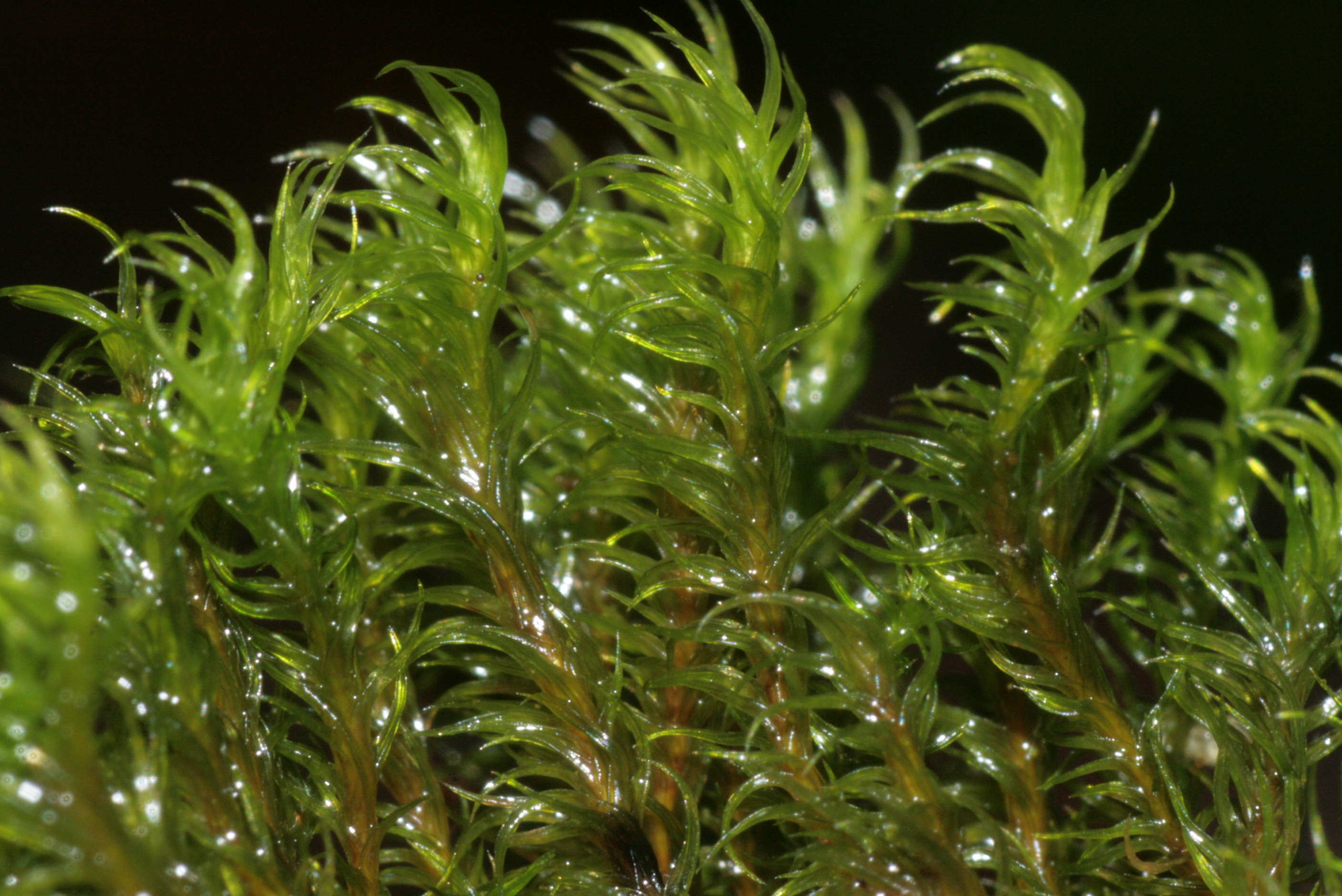
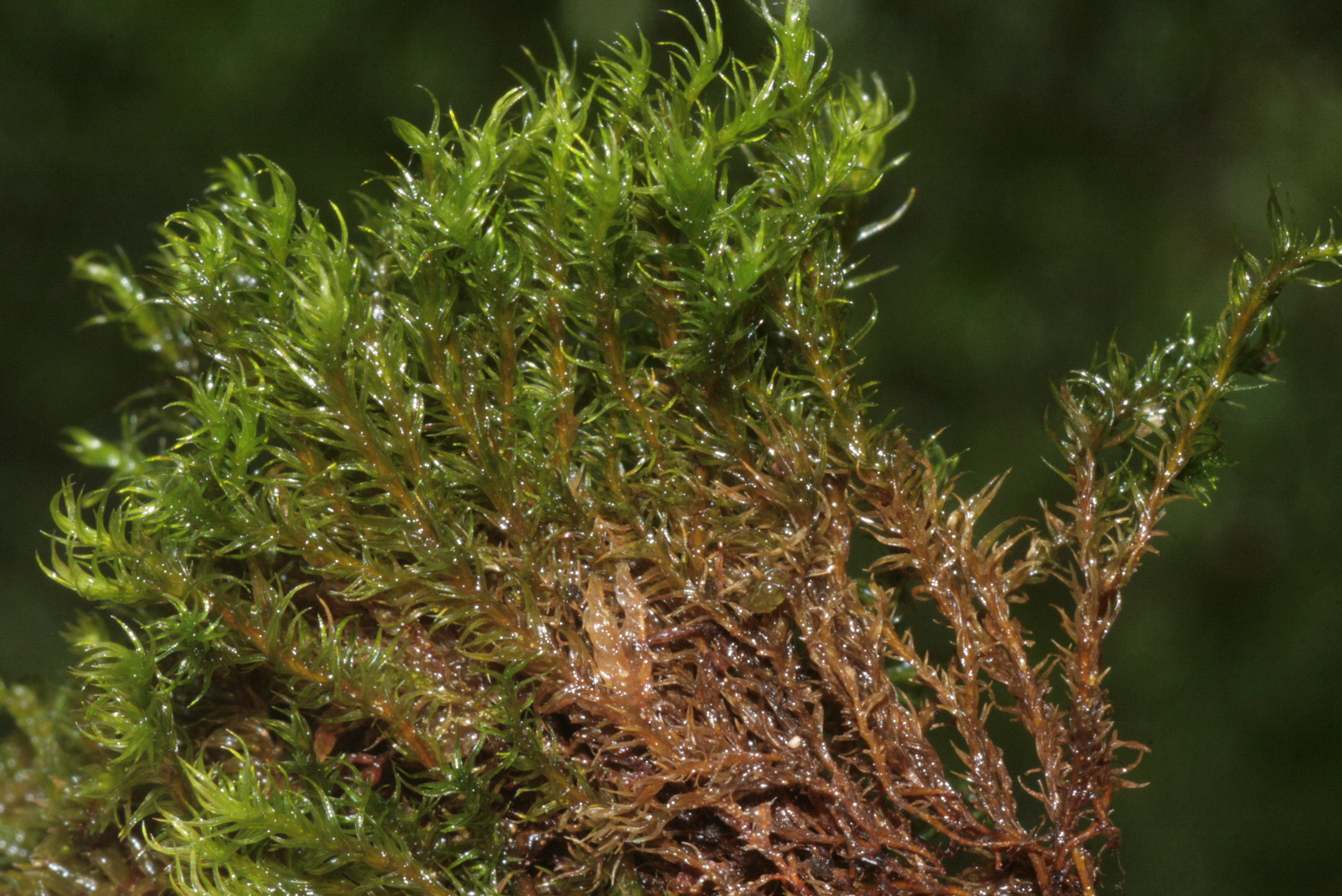
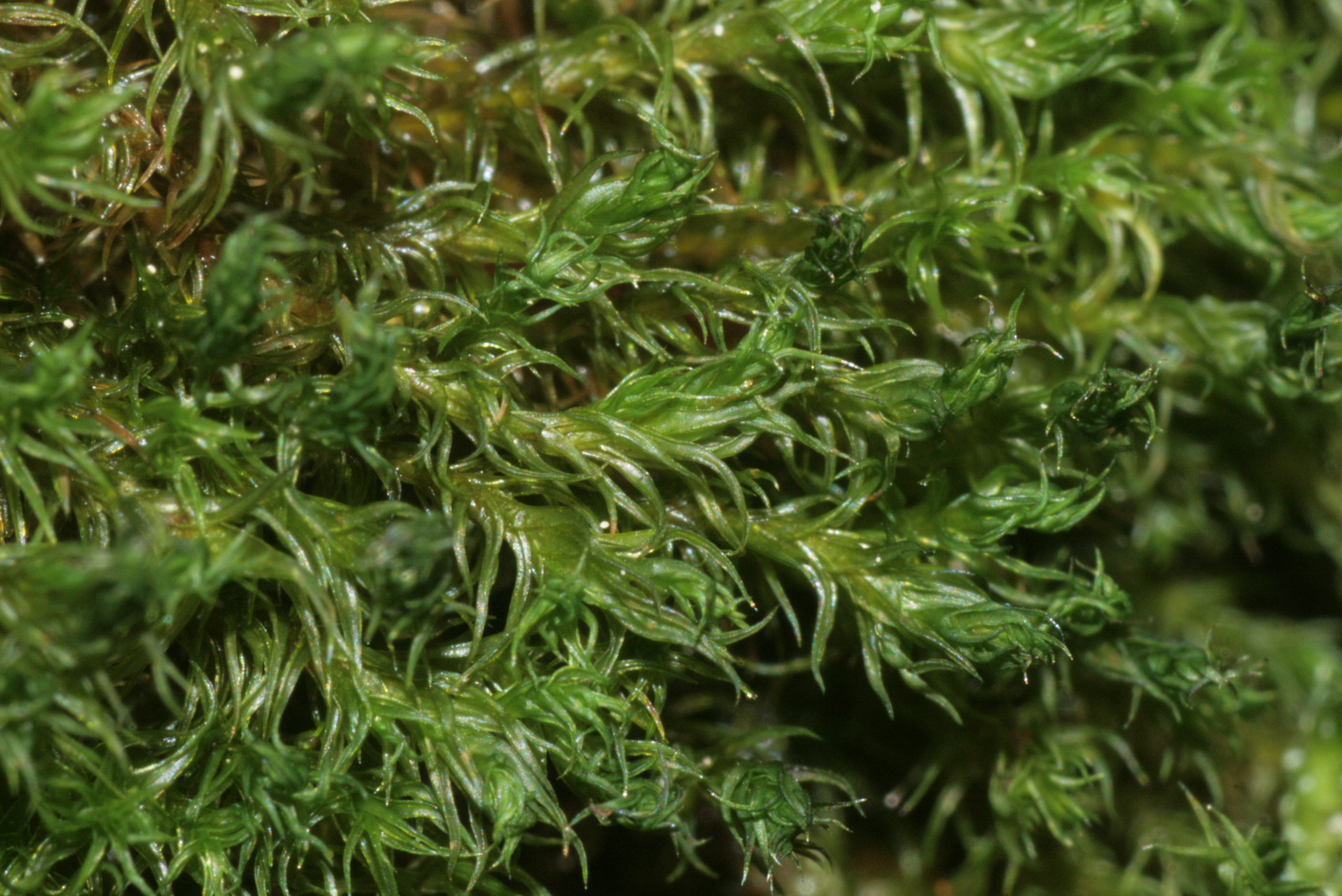
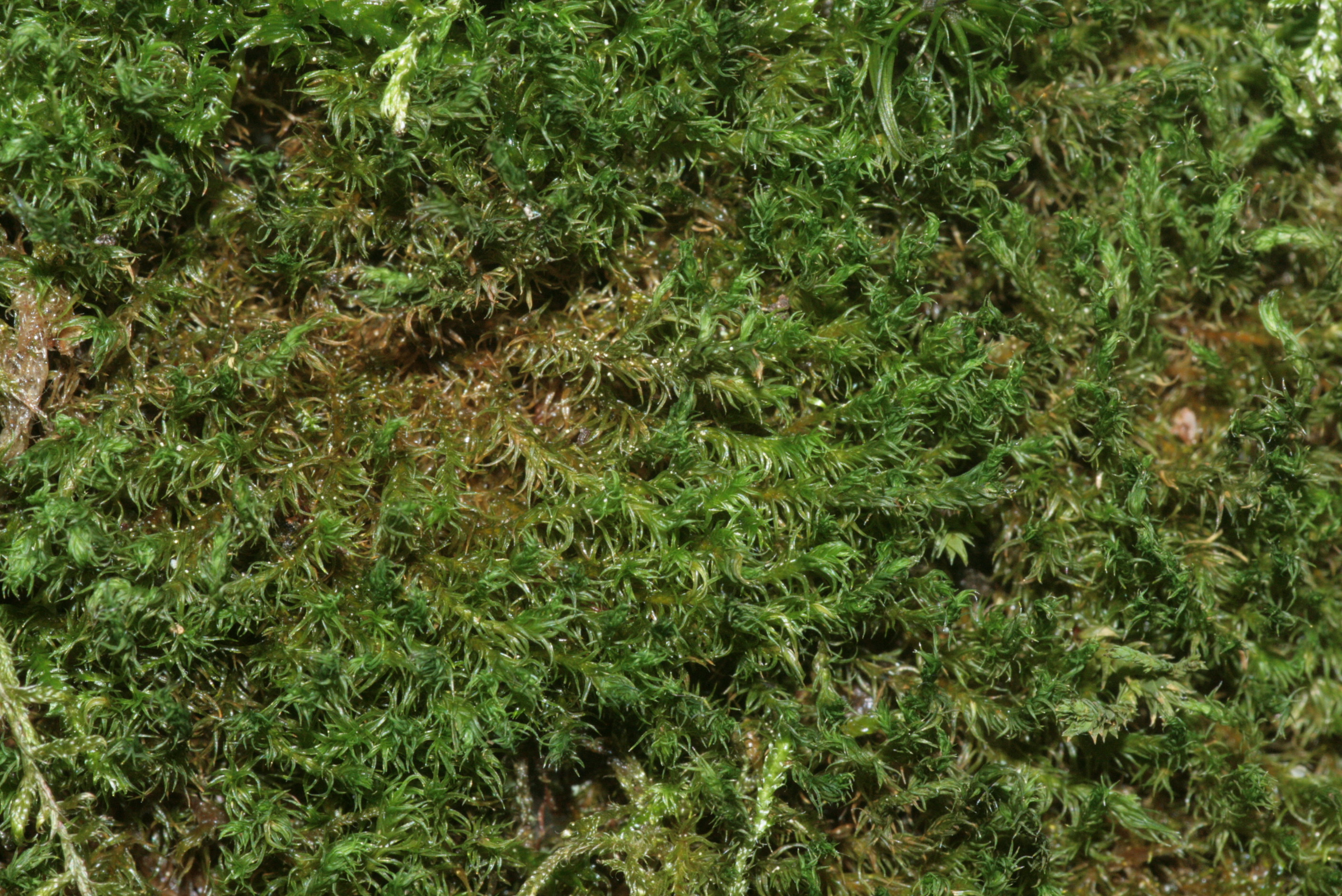
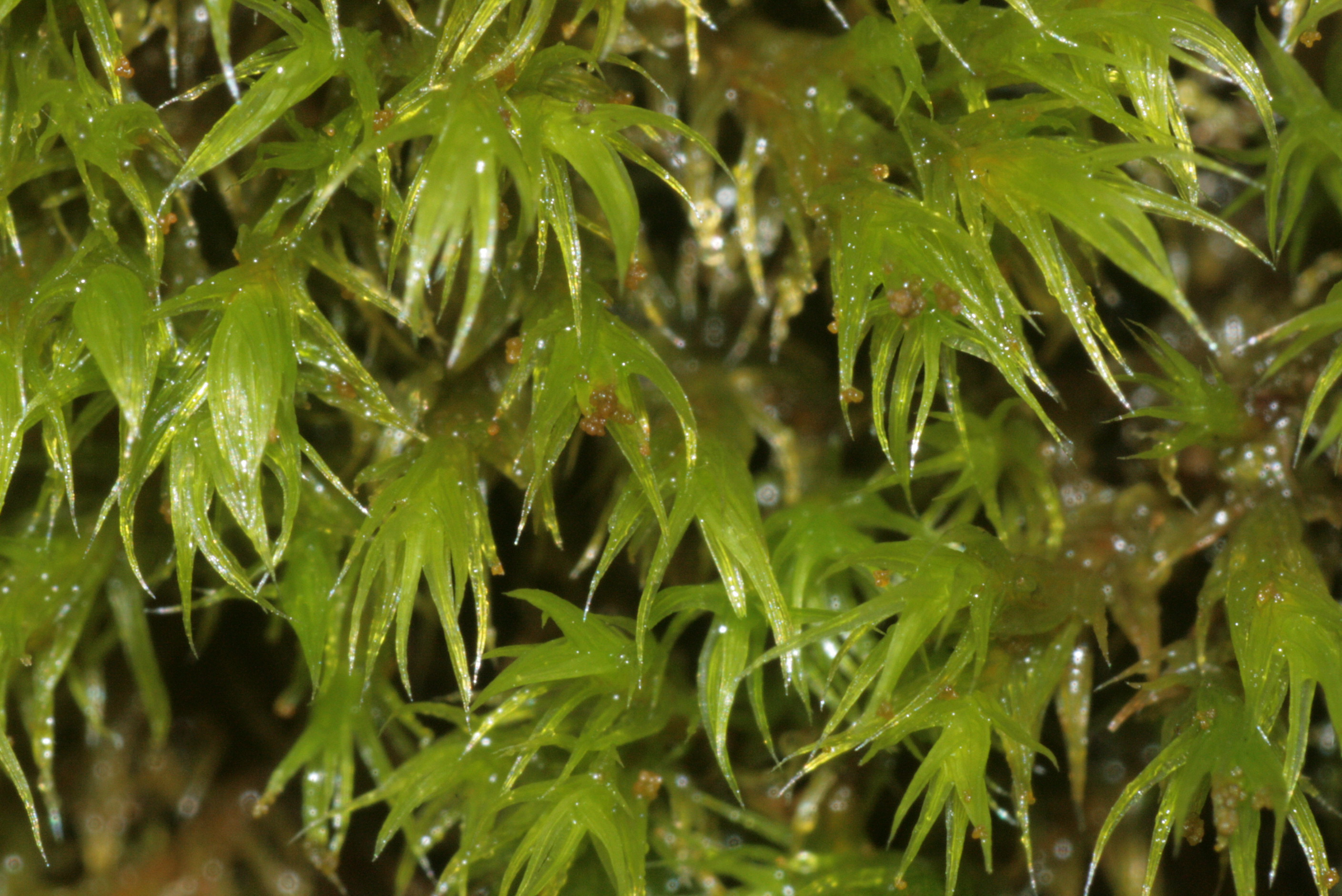
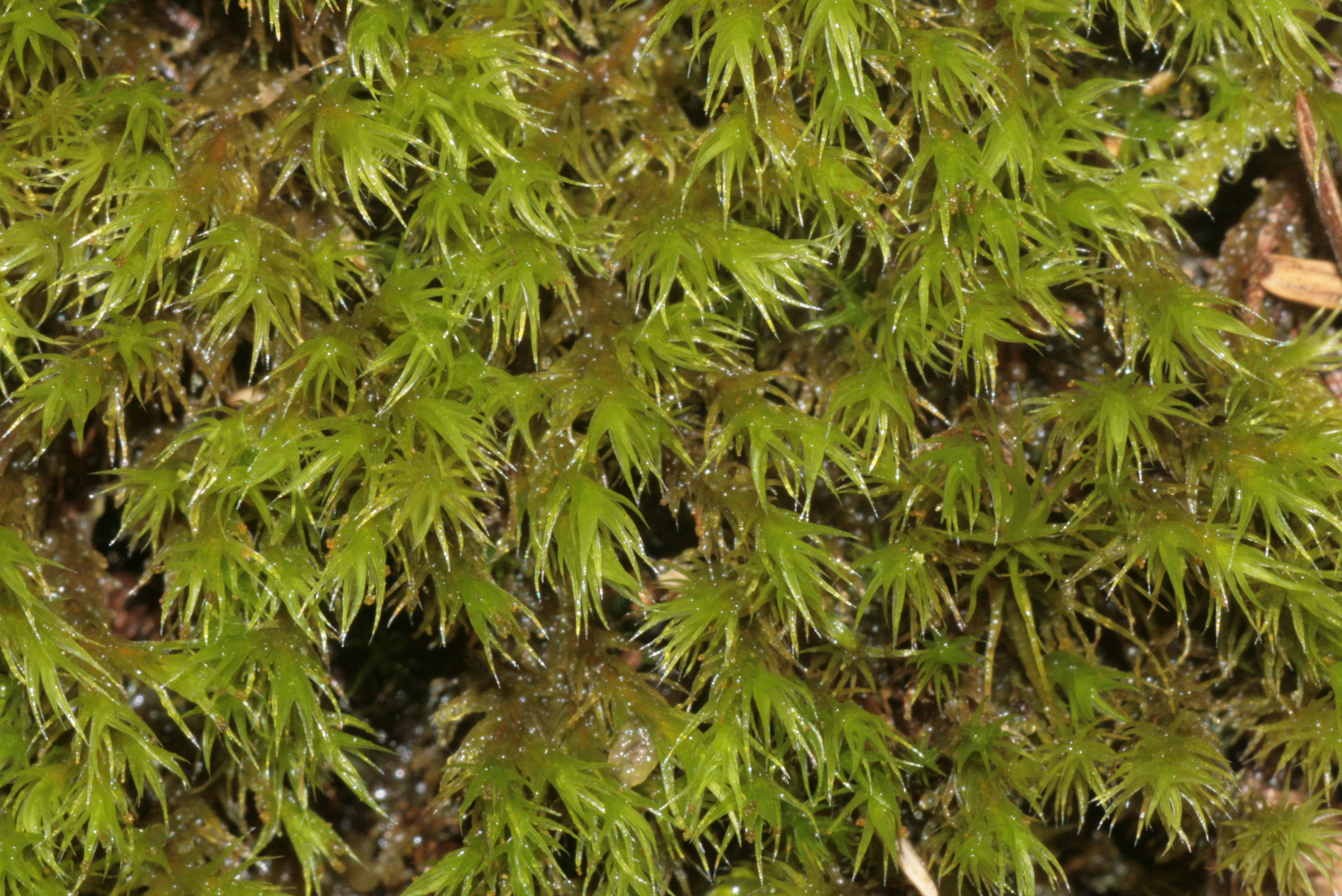